# Morlhon-le-Haut
Morlhon-le-Haut település Franciaországban, Aveyron megyében. Lakosainak száma 555 fő (2022. január 1.). Morlhon-le-Haut Le Bas-Ségala, Sanvensa és Villefranche-de-Rouergue községekkel határos.

## Népesség
A település népessége az elmúlt években az alábbi módon változott:
| Lakosok száma | 585  | 491  | 531  | 547  | 569  | 565  | 557  | 561  | 556  | 555  |
|               | 1968 | 1982 | 1990 | 2006 | 2013 | 2015 | 2017 | 2019 | 2020 | 2022 |